# 沃爾塔縣
沃尔塔县（英語：Wardha District，馬拉提語發音：[ʋəɾd̪ʰaː]）是印度的一個縣，位於該國西部，由馬哈拉施特拉邦負責管轄，面積6,310平方公里，每年平均降雨量1,062毫米，2001年人口1,236,736，人口密度每平方公里196人。

## 外部連結
- Wardha district website
- Wardha Zilla Parishad

20°50′N 78°36′E / 20.833°N 78.600°E